# Caryodendron
Caryodendron é um género botânico pertencente à família Euphorbiaceae.

## Sinonímia
- Centrodiscus Mull.Arg.

## Espécies
- Caryodendron amazonicum
- Caryodendron angustifolium
- Caryodendron grandifolium
- Caryodendron orinocense

## Nome e referências
Caryodendron - H.Karst.